# Balbino Sáenz Olarra
Balbino Saenz Olarra, (alias “Ermilo”), (San Sebastián, 8 de abril de 1962) miembro de Euskadi Ta Askatasuna (ETA).
Miembro del Comando Madrid de ETA, fue condenado a 108 años de prisión por el intento de asesinato de los exministros José Barrionuevo y Matilde Fernández y el atentado fallido contra dos furgones policiales. Reclamado por los Juzgados Centrales de Instrucción 1 y 3 por delitos de pertenencia a banda armada, depósito de armas de guerra, tenencia de explosivos, robo de vehículos, falsificación de documentos, tentativa de asesinato y preparación de cuatro tentativas de asesinato en vehículo contra la autoridad pública, cumplía condena en Francia y fue trasladado temporalmente en junio de 2010 a España, junto a Ibón Fernández de Iradi, para su puesta a disposición de la Audiencia Nacional.